# Catherine Bach
Catherine Bach (născută Catherine Bachman; 1 martie 1954, Monroe, comitatul Warren, statul Ohio) este o actriță americană, de origine germană.

## Filmografie
- 1973: Der Mitternachtsmann
- 1973: Nicole
- 1974: Die letzten beißen die Hunde (Thunderbolt and Lightfoot)
- 1975: Hustle
- 1978: Crazed
- 1979-1985: Ein Duke kommt selten allein ( The Dukes of Hazzard)
- 1984: Auf dem Highway ist wieder die Hölle los (Cannonball Run II)
- 1990: Ärger mit Eduard (Masters of Menace)
- 1992: Rage and Honor
- 1997: Ein Duke kommt selten allein - Reunion!